# 马寨镇
马寨镇，是中华人民共和国河南省郑州市二七区下辖的一个乡镇级行政单位。

## 行政区划
马寨镇下辖以下地区：
马寨社区、杨寨社区、坟上社区、程炉社区、张河社区、水磨社区、王庄社区、申河社区、闫家嘴社区、刘胡垌村、娄河村、张寨村和湾刘村。